# السر الأعظم (كتاب)
كتاب السر الأعظم هو كتاب من تأليف الدكتور مصطفى محمود يتحدث فيه عن الكثير من الأفكار الصوفية الفلسفية، من خلال الاقتباس من الأبيات الشعرية والكتابات التي خطها رواد هذا التصوف الفلسفي، مثل ابن عربي وأبوالعزائم وغيرهم من كبار هذا المذهب. وهي رحلة ممتعة في التراث الصوفي يعرف منها القارئ معلومات ثرية عن كثير من الأمور مثل الاتحاد والحلول والتجلي ونظرية الشهود والرياضة الروحية المرهقة والزهد وغير ذلك من الأفكار والاعتقادات الصوفية الفلسفية. فالكتاب عبارة عن رحلة في أغوار التراث الصوفي وذكر ما له وما عليه.

## مقتطفات من الكتاب
- «يقول ابن عربي: أوصيك لا تحتقر أحدا ولا شيئا من خلق الله، فإن الله ما احتقره حين خلقه»
- "العجز عن درك الإدراك إدراك." أي إذا عجزت وأصابك البهت التام وأدركت أنك جاهل فقد علمت.."
- «إلهي، أشهدني في نفسي حقيقة طفوليتي، ومنزلة مائيتي، وسرّ طينيتي، حتى أشهد في نفسي الفقر الكامل والذّل الكامل، وأرى فيك الغنى الكامل والقوة الكاملة والقدرة اللا نهائية فلا أخاف غيرك ولا أرجو غيرك. إلهي، وخلصني من بواعث بشريتي، ومن دواعي آدميتي، واحفظني من شح مطاع وهوى متبع وإعجاب برأي حتى أخلص العبودة لذاتك بلا غرض.»
- "هنا قطرة نقية شفافة شفافية الهواء الطلق، أدركت الحكمة والنظام من نظرة واحدة فأنكرت العبث وهدت صاحبها إلى الحقيقة. وهناك فطرة سودتها المداخن وأصمها ضجيج المكن وألهبها عواء الغرائز، فاستغرقها المطلب العاجل وأنساها وراءه كل شيء.”
- «يقول أبو العزايم: السعيد في الخلق من عرف حكمة إيجاده وسر امداده»
- «والحقيقة أن التراث الصوفي بحر عميق فيه الآلئ والأصداف، ولكن فيه أيضا التماسيح والحيتان.. فيه جزائر المرجان وفيه المتاهات المهلكة التي لا يعود منها الملاح.»
- «والحقيقة أن التراث الصوفي بحر عميق فيه الآلئ والأصداف، ولكن فيه أيضا التماسيح والحيتان.. فيه جزائر المرجان وفيه المتاهات المهلكة التي لا يعود منها الملاح. والنور الوحيد الهادي للسالك في هذا البحر هو نور الكتاب والسنة..وبدون الشريعة لا يمكن للسالك أن يصل إلى بر أمان»
- “الم يقل سبحانه لمريم:  إِذْ قَالَتِ الْمَلَائِكَةُ يَا مَرْيَمُ إِنَّ اللَّهَ يُبَشِّرُكِ بِكَلِمَةٍ مِّنْهُ اسْمُهُ الْمَسِيحُ عِيسَى ابْنُ مَرْيَمَ وَجِيهًا فِي الدُّنْيَا وَالْآخِرَةِ وَمِنَ الْمُقَرَّبِينَ (45) وعن يحيي:  فَنَادَتْهُ الْمَلَائِكَةُ وَهُوَ قَائِمٌ يُصَلِّي فِي الْمِحْرَابِ أَنَّ اللَّهَ يُبَشِّرُكَ بِيَحْيَىٰ مُصَدِّقًا بِكَلِمَةٍ مِّنَ اللَّهِ وَسَيِّدًا وَحَصُورًا وَنَبِيًّا مِّنَ الصَّالِحِينَ (39) وكلماته سبحانة لانهاية لها ولا تعد ولا تحصى وكل المخلوقات كلماته: ( قل لو كان البحر مدادا لكلمات ربي لنفد البحر قبل أن تنفد كلمات ربي ولو جئنا بمثله مددا) سورة الكهف 109”

## وصلات خارجية
- فيديو حلقات الدكتور مصطفى محمود.
- مدونة الدكتور مصطفى محمود.
- «كان نائماً في سكينة تامة لم يستيقظ منها»: ابنة مصطفى محمود لـ«العربية.نت»: العالم الكبير رحل في هدوء، العربية نت، 31 أكتوبر 2009.
- صفحة مصطفى محمود على موقع أبجد
- صفحة اقتباسات مصطفى محمود على موقع أبجد
- صفحة باسم الدكتور رائعة على الفيس بوك
- الفيلم الوثائقي العالم والايمان على اليوتيوب
- محمود تحميل كتب الدكتور مصطفى محمود كاملة pdf